# Cervo
Cervo er en kystby i Ligurien i provinsen Imperia ved den italienske Riviera i det nordlige Italien. Cervo ligger omkring 100 kilometer fra den franske grænse mod vest og 100 kilometer fra Genova mod øst. Byen har omkring 1.200 indbyggere.
Cervo har bevaret sit originale udseende og fremstår stadig som en middelalderlig kystby. Byen rejser sig fra havet op ad en bakketop, og det er kun muligt at komme omkring gående – biler kan ikke køre i de smalle stræder. Byen betragtes som en af de smukkeste landsbyer i Ligurien.
Byen domineres af kirken Giovanni Battista o dei Corallini. Navnet Corallini er opstået,
fordi kirken formentlig er bygget for de penge, byen tjente ved koralfiskeri. Kirken er opført i det 17. og 18. århundrede af arkitekt G.B. Marvaldi. Byggestilen er barok. Et andet vigtigt bygningsværk er kirken Oratori di Santa Caterina fra det 13. århundrede. Oratoriet lægger ofte lokaler til udstillinger, klassiske koncerter og andre kulturelle begivenheder.
På toppen af byen findes det etnografiske museum med udstillinger, der hylder den liguriske befolkning i dens daglige arbejde gennem århundreder.

## Ekstern henvisning
- Cervo kommune
- I Borghi più Belli d'Italia Arkiveret 2. juli 2011 hos  Wayback Machine italiensk/engelsk tekst